# Petulu
Petulu is een bestuurslaag in het regentschap Gianyar van de provincie Bali, Indonesië. Petulu telt 5458 inwoners (volkstelling 2010).